# Abdon Mewoli
Abdon Hyacenthe Mewoli est un boxeur camerounais né le 18 octobre 1985.

## Carrière
Sa carrière amateur est marquée par une médaille d'argent aux championnats d'Afrique de Yaoundé en 2011 et par médaille de bronze aux Jeux africains de Maputo la même année dans la catégorie poids légers.
Qualifié pour les Jeux olympiques de Londres en 2012, Mewoli perd au premier tour contre l'Ouzbek Fazliddin Gaybnazarov.

### Jeux olympiques
- Défaite au premier tour aux Jeux olympiques de 2012 à Londres, Angleterre

### Championnats d'Afrique de boxe amateur
- Médaille d'argent en -60 kg en 2011 à Yaoundé, Cameroun

### Jeux africains
- Médaille de bronze en -60 kg en 2011 à Maputo, Mozambique